# Chris Greatwich
Christopher Greatwich, né le 30 septembre 1983 à Westminster en Angleterre, est un footballeur international philippin d'origine anglaise. Il est le grand frère de Phil et Simon Greatwich.
Il évolue actuellement au poste de milieu central avec le club du Kaya FC.

## Biographie

### Sélection
Chris Greatwich est convoqué pour la première fois par le sélectionneur national Aris Caslib pour un match de la Tiger Cup 2004 face à la Birmanie le 8 décembre 2004. Le 12 novembre 2006, il marque son premier but en équipe des Philippines lors d'un match des éliminatoires du Championnat de l'ASEAN 2007 face au Laos.
Il participe à l'AFC Challenge Cup en 2012 avec les Philippines. Ils terminent sur la dernière marche du podium.

## Statistiques

### Buts en sélection
Le tableau suivant liste les résultats de tous les buts inscrits par Chris Greatwich avec l'équipe des Philippines.